# Mårtensröds naturreservat
Mårtensröd är ett naturreservat i Naverstads socken i Tanums kommun i Bohuslän.

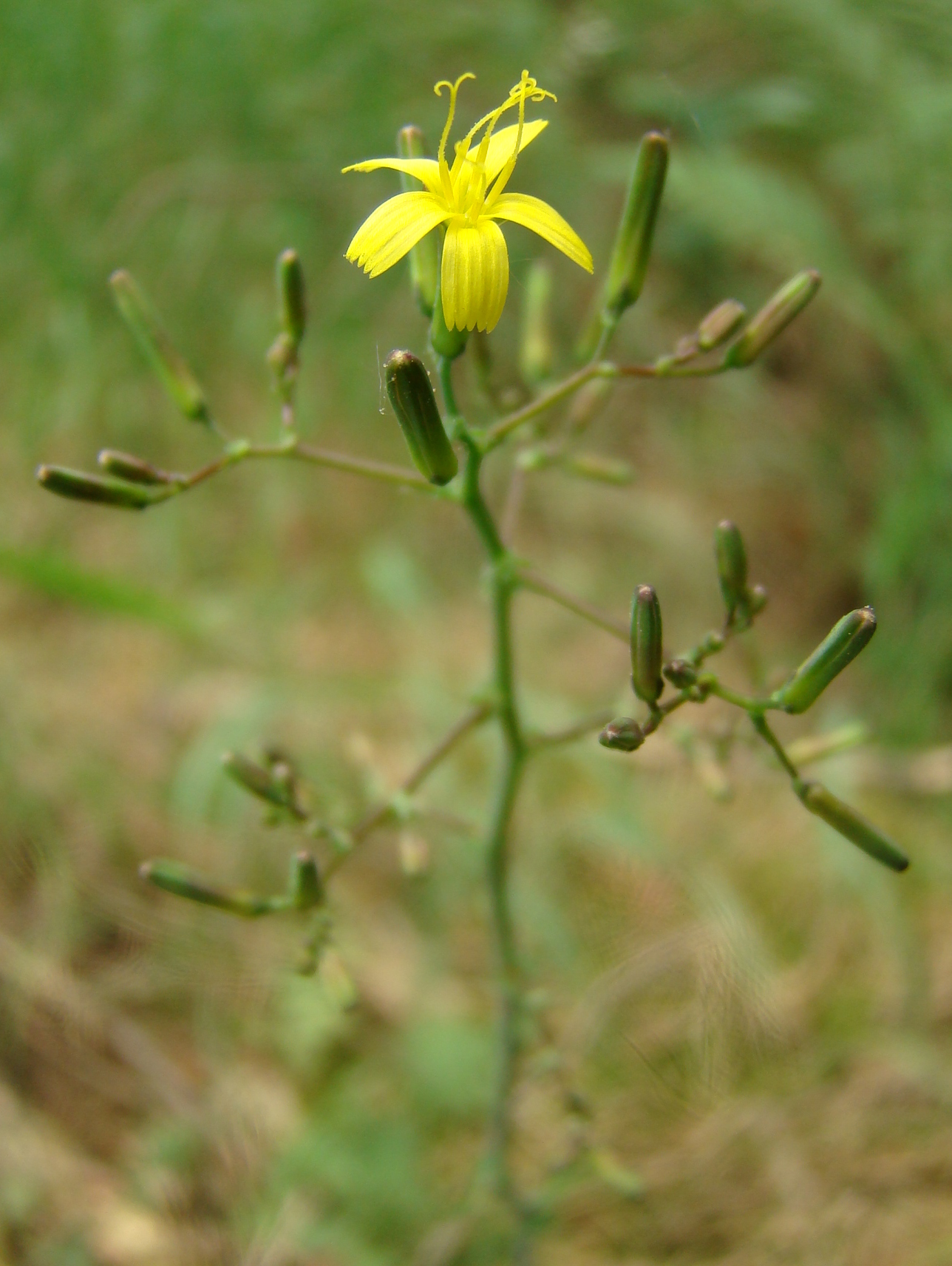
Skogssallat

Redan 1946 avsattes området som Domänreservat. Det ombildades till naturreservat 1996 och är 2 hektar stort. Reservatet är beläget nordöst om Östad vid sjön Södra Bullaresjöns östra strand.
Reservatet består är en sluttning ner mot sjön och en ravin i lövskogsmiljö med rik flora. I området rinner två bäckar. Björk, ek och al dominerar och i vissa partier hassel, brakved, hägg och olvon. Där finns även inslag av asp, ask, lönn, oxel, tall. Flera av lövträden är grova och gamla. På marken växer bland annat blåsippa, stinksyska, trolldruva, dvärghäxört, lundgröe, skogssallat och lundbräken. 
Naturreservatet förvaltas av Västkuststiftelsen.